# Ray Abrams (animador)
Ray Abrams (Salt Lake City, Utah, 19 de abril de 1906 — Los Angeles, Califórnia, 4 de junho de 1981) foi um animador e Diretor americano.

## Biografia
Abrams nasceu em 1906 e foi criado em uma propriedade em Salt Lake City, Utah. Trabalhou em várias animações durante a década de 1930, ele começou sua carreira como animador e diretor de MGM Studios, Walter Lantz Productions e Hanna-Barbera. Por volta de 1948, Abrams se juntou à MGM, onde ele era um animador do What Price Fleadom (1948).
Entre 1953 e 1955, trabalhou brevemente no estúdio de Walter Lantz Productions, "Woody Woodpecker" (Pica-Pau) e "Chilly Willy" (Picolino).

## Principais trabalhos
- Jam Handy: Animator 1936-1938 (commercial films).
- Warner Bros.: Animator 1938-1944 (Porky Pig, Bugs Bunny a.o.).
- Carry-Weston (independent studio with Jack Bradbury a.o.): Educational films for the government. 1944-1946.
- MGM: Animator 1948-1953 (Barney Bear and Tom & Jerry).
- Walter Lantz: Animator 1953-1956 (Woody Woodpecker, Chilly Willy, Maw and Paw).
- UPA: Animator 1956-1957 and director 1958-1961 (Mr. Magoo).
- Hanna-Barbera: Animator 1961 (Snagglepuss).
- Format Films: Director 1961-1962 (The Alvin Show).
- Hanna-Barbera: Storyboard artist 1967 (The Flintstones).
- Comic strips & Illustrations: Editorial Art Syndicate/Sangor Shop: Script and artwork for Standard Comics, American Comics Group and Dearfield Comics 1944-1948 (Homer Hound, Bugsy Bear Family, Ringo, Happy a.o.).
- Script and artwork for his own newspaper strip Chico 1948-1949.
- Western Publishing: Artwork for characters from Disney (Li’l Bad Wolf, Mickey Mouse, Bucky Buck, Dumbo), MGM (Barney Bear) and Warner Bros. (Bugs Bunny, Porky Pig) 1947-1957.